# Declaración de guerra de la Italia fascista a las Fuerzas Aliadas

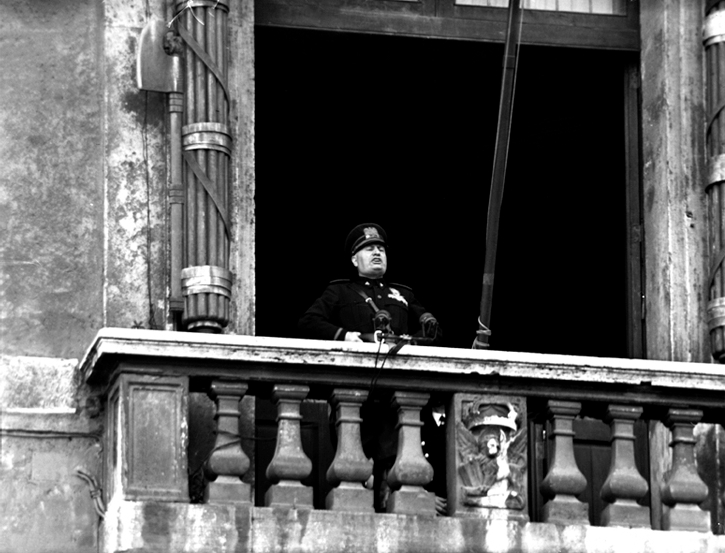
Benito Mussolini pronunciando la declaración de guerra.

La declaración de guerra de la Italia fascista a las fuerzas Aliadas fue un hecho acaecido el 10 de junio de 1940 en el que Benito Mussolini, duce de la Italia fascista, declaró la guerra a Francia y Gran Bretaña.

## Antecedentes
La expansión territorial italiana comenzó en 1935 con la invasión de Etiopía y continuó con la anexión de Albania en 1939. Mussolini buscaba expandir la presencia italiana en el Mediterráneo y en África, y vio en la guerra una oportunidad para alcanzar estos objetivos. La alianza con Alemania, sellada en el Pacto de Acero en mayo de 1939, también influyó en la decisión de Mussolini de declarar la guerra a los Aliados.

## Hechos

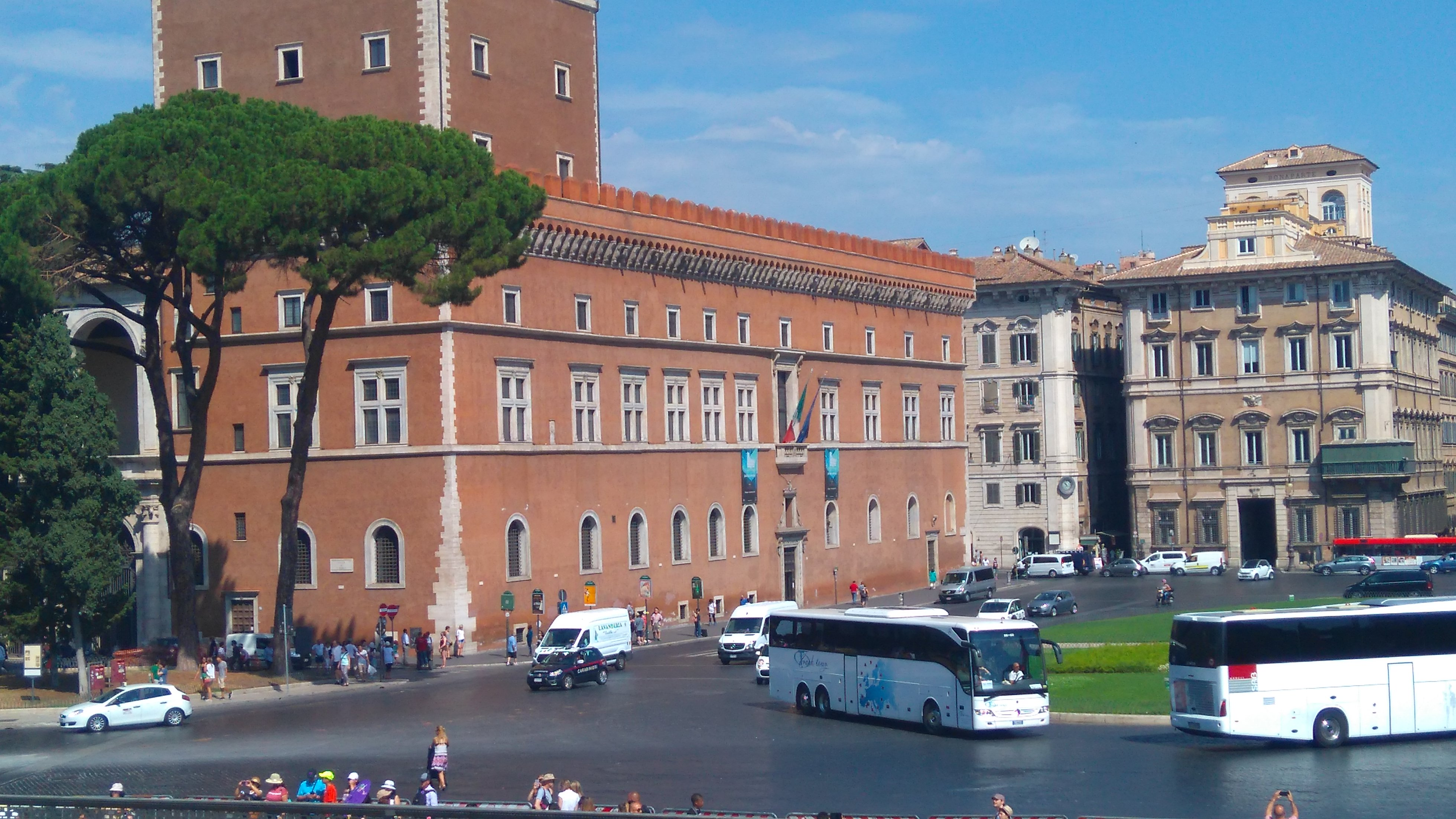
Balcón desde el que se asomó Benito Mussolini en plaza Venecia (Roma), visto desde el monumento a Víctor Manuel II.

En la tarde del 10 de junio de 1940, Benito Mussolini se asoma a uno de los balcones del Palacio Venecia, en la plaza homónima ubicada en la ciudad de Roma. Pronunció las siguientes palabras a modo de declaración de guerra contra Francia y Gran Bretaña:

Combattenti di terra, di mare, dell'aria.

Camicie nere della rivoluzione e delle legioni.
Uomini e donne d'Italia, dell'Impero e del Regno d'Albania.
Ascoltate!
Un'ora, segnata dal destino, batte nel cielo della nostra patria.
L'ora delle decisioni irrevocabili.
La dichiarazione di guerra è già stata consegnata agli ambasciatori di Gran Bretagna e di Francia.
Scendiamo in campo contro le democrazie plutocratiche e reazionarie dell'Occidente, che, in ogni tempo, hanno ostacolato la marcia e spesso insidiato l'esistenza medesima del popolo italiano.
Alcuni lustri della storia più recente si possono riassumere in queste parole: frasi, promesse, minacce, ricatti e, alla fine, quale coronamento dell'edificio, l'ignobile assedio societario di cinquantadue Stati.
La nostra coscienza è assolutamente tranquilla.
Con voi il mondo intero è testimone che l'Italia del Littorio ha fatto quanto era umanamente possibile per evitare la tormenta che sconvolge l'Europa; ma tutto fu vano.
Bastava rivedere i trattati per adeguarli alle mutevoli esigenze della vita delle nazioni e non considerarli intangibili per l'eternità; bastava non iniziare la stolta politica delle garanzie, che si è palesata soprattutto micidiale per coloro che le hanno accettate.
Bastava non respingere la proposta che il Führer fece il 6 ottobre dell'anno scorso, dopo finita la campagna di Polonia.
Oramai tutto ciò appartiene al passato.
Se noi oggi siamo decisi ad affrontare i rischi ed i sacrifici di una guerra, gli è che l'onore, gli interessi, l'avvenire ferreamente lo impongono, poiché un grande popolo è veramente tale se considera sacri i suoi impegni e se non evade dalle prove supreme che determinano il corso della storia.
Noi impugniamo le armi per risolvere, dopo il problema risolto delle nostre frontiere continentali, il problema delle nostre frontiere marittime; noi vogliamo spezzare le catene di ordine territoriale e militare che ci soffocano nel nostro mare, poiché un popolo di quarantacinque milioni di anime non è veramente libero se non ha libero l'accesso all'Oceano.
Questa lotta gigantesca non è che una fase dello sviluppo logico della nostra rivoluzione.
È la lotta dei popoli poveri e numerosi di braccia contro gli affamatori che detengono ferocemente il monopolio di tutte le ricchezze e di tutto l'oro della terra.
È la lotta dei popoli fecondi e giovani contro i popoli isteriliti e volgenti al tramonto.
È la lotta tra due secoli e due idee.
Ora che i dadi sono gettati e la nostra volontà ha bruciato alle nostre spalle i vascelli, io dichiaro solennemente che l'Italia non intende trascinare nel conflitto altri popoli con essa confinanti per mare o per terra: Svizzera, Jugoslavia, Grecia, Turchia, Egitto prendano atto di queste mie parole e dipende da loro, soltanto da loro, se esse saranno o no rigorosamente confermate.
Italiani!
In una memorabile adunata, quella di Berlino, io dissi che, secondo le leggi della morale fascista, quando si ha un amico si marcia con lui sino in fondo. Questo abbiamo fatto con la Germania, col suo popolo, con le sue vittoriose Forze Armate.
In questa vigilia di un evento di una portata secolare, rivolgiamo il nostro pensiero alla Maestà del re imperatore [la moltitudine prorompe in grandi acclamazioni all'indirizzo di Casa Savoia], che, come sempre, ha interpretato l'anima della patria. E salutiamo alla voce il Führer, il capo della grande Germania alleata.
L'Italia, proletaria e fascista, è per la terza volta in piedi, forte, fiera e compatta come non mai.
La parola d'ordine è una sola, categorica e impegnativa per tutti.
Essa già trasvola ed accende i cuori dalle Alpi all'Oceano Indiano: vincere!
E vinceremo, per dare finalmente un lungo periodo di pace con la giustizia all'Italia, all'Europa, al mondo.
Popolo italiano!

Corri alle armi, e dimostra la tua tenacia, il tuo coraggio, il tuo valore!